# Edward Grant
Pour les articles homonymes, voir Grant.
Edward Grant (6 avril 1926 - 21 juin 2020) est un historien des sciences américain, spécialiste de la science médiévale. Il a reçu notamment la médaille George Sarton en 1992. 

## Biographie
Edward Grant est né en 1926. Il a fréquenté le City College of New York où il a obtenu son diplôme en 1951. Il a continué à l'université du Wisconsin à Madison où il a obtenu une maîtrise et un doctorat en histoire des sciences et en histoire médiévale en 1957. Pendant ce temps, Grant a passé un an à l'université d'Utrecht en tant que boursier Fulbright de 1955 à 1956. 
Grant a commencé sa carrière d'enseignant avec succès alors qu'il était étudiant diplômé à l'Université du Wisconsin. Il était l'assistant d'un savant bien connu dans le domaine, Marshall Clagett, avec qui il continue à correspondre tout au long de sa carrière. Grant a enseigné à l'université du Maine et dans le programme d'histoire des sciences à l'université Harvard.
En 1959, Grant est arrivé à l'université de l'Indiana (IU) en tant que professeur adjoint d'histoire. Sa carrière d'enseignant s'est étalée sur plus de trente ans à Indiana. Il a joué un rôle déterminant dans la création du département plus tard connu sous le nom d'histoire et de philosophie des sciences. Grant a été nommé professeur émérite de ce département et du département d'histoire. Médiéviste distingué, Grant a écrit de manière prolifique tout au long de sa chaire à l'IU. Le professeur Grant a été à deux reprises directeur de son département (1973–1979; 1987–1990) où il a enseigné des cours sur les sciences médiévales, la philosophie naturelle et la science et la religion. Grant a reçu le titre de professeur émérite en 1983, au département d' histoire et de philosophie des sciences, à l'Université de l'Indiana.
Grant était également un membre éminent de plusieurs organisations, telles que la Medieval Academy of America, l'Académie internationale d'histoire des sciences et la History of Science Society. Il a été vice-président de la History of Science Society de 1983 à 1984 et président de 1985 à 1986. Grant était également un conférencier fréquent pour des organisations telles que le Phi Beta Kappa Associates Panel of Distinguished Speakers de 1990 à 1998. 

## Prix et distinctions
Grant a reçu de nombreux honneurs et prix, dont la médaille George Sarton en 1992, le prix le plus prestigieux décerné par la History of Science Society qui «reconnaît ceux dont toute la carrière a été consacrée au domaine et dont la contribution est exceptionnelle»,.

## Travaux
Dans son livre The Foundations of Modern Science in the Middle Ages: Their Religious, Institutional and Intellectual Contexts, Grant a discuté des fondements de la science moderne au Moyen Âge, des développements et des découvertes qui ont abouti à la révolution scientifique du 17e siècle. Il a souligné comment les racines de la science moderne ont été implantées dans les mondes antique et médiéval bien avant la période moderne, et que la civilisation chrétienne latine de l'Europe occidentale a commencé la dernière étape de son développement intellectuel. Un facteur fondamental était la façon dont le christianisme s'est développé en Occident avec la création des universités médiévales vers 1200. 
Dans God and Reason in the Middle Ages, il a soutenu que le Moyen Âge avait acquis une réputation imméritée en tant qu'âge de superstition, de barbarie et de déraison. 

## Sélection de publications
Edward Grant a publié plus de quatre-vingt-dix articles et douze livres, dont :
- Physical Science in the Middle Ages (1971)  (ISBN 978-0-521-29294-8)
- Edward Grant, A Source Book in Medieval Science, Harvard University Press, 1974 (ISBN 9780674823600, lire en ligne)
- Much Ado About Nothing: Theories of Space and Vacuum from the Middle Ages to the Scientific Revolution (1981)[9]
- (en) Edward Grant, Planets, Stars, & Orbs : The Medieval Cosmos, 1200-1687, Cambridge, Cambridge University Press, 1994, 816 p. (ISBN 978-0-521-43344-0)[10]
- The Foundations of Modern Science in the Middle Ages: Their Religious, Institutional and Intellectual Contexts, Cambridge University Press, 1996 (ISBN 9780521567626, lire en ligne)[11],[12]
- (en) Edward Grant, God and Reason in the Middle Ages, Cambridge, Cambridge University Press, 2001, 408 p. (ISBN 978-0-521-80279-6)[13],[14],[15]
- Science and Religion, 400 B.C. to A.D. 1550: From Aristotle to Copernicus, JHU Press, 2006 (ISBN 9780801884016, lire en ligne)[16]
- A History of Natural Philosophy from the Ancient World to the Nineteenth Century, Cambridge University (2007)[17]
- The Nature of Natural Philosophy in the Late Middle Ages, CUA Press, 2010 (ISBN 9780813217383, lire en ligne)
- In Defense Of The Earth's Centrality and Immobility: Scholastic Reaction To Copernicanism In The Seventeenth Century, American Philosophical Society, 2007 (ISBN 9781422374597, lire en ligne) (1e éd : 1984).